# Gran Premio Telmex 2006
Gran Premio Telmex 2006 var den fjortonde och avslutande deltävlingen i Champ Car 2006. Loppet kördes den 12 november på Autódromo Hermanos Rodríguez i Mexico City i Mexiko. Sébastien Bourdais tog sin sjunde seger för säsongen, vilket gjorde att han avslutade sin tredje raka mästerskapssäsong på bästa tänkbara sätt. Justin Wilson blev tvåa både i tävlingen och i mästerskapet, sedan Forsythe Racing sparkat A.J. Allmendinger, sedan han skrivit på för Red Bull Racing Team i NASCAR Nextel Cup  inför 2007. Will Power slutade trea i tävlingen.

## Slutresultat
| Plats | Förare             | Team                | Grid | Kvaltid  |
| ----- | ------------------ | ------------------- | ---- | -------- |
| 1     | Sébastien Bourdais | Newman/Haas Racing  | 2    | 1.24,986 |
| 2     | Justin Wilson      | RuSPORT             | 1    | 1.24,801 |
| 3     | Will Power         | Team Australia      | 4    | 1.25,624 |
| 4     | Bruno Junqueira    | Newman/Haas Racing  | 3    | 1.25,491 |
| 5     | Alex Tagliani      | Team Australia      | 8    | 1.26,087 |
| 6     | Oriol Servià       | PKV Racing          | 7    | 1.26,068 |
| 7     | Nelson Philippe    | HVM Racing          | 10   | 1.26,278 |
| 8     | Andrew Ranger      | Conquest Racing     | 16   | 1.27,089 |
| 9     | David Martínez     | Forsythe Racing     | 9    | 1.26,146 |
| 10    | Buddy Rice         | Forsythe Racing     | 14   | 1.26,736 |
| 11    | Charles Zwolsman   | Conquest Racing     | 12   | 1.26,480 |
| 12    | Antônio Pizzonia   | Rocketsports Racing | 15   | 1.26,948 |
| 13    | Jan Heylen         | Dale Coyne Racing   | 17   | 1.27,214 |
| 14    | Ryan Briscoe       | RuSPORT             | 5    | 1.25,643 |
| 15    | Andreas Wirth      | Dale Coyne Racing   | 18   | 1.27,842 |
| 16    | Katherine Legge    | PKV Racing          | 13   | 1.26,607 |
| 17    | Mario Domínguez    | Rocketsports Racing | 11   | 1.26,450 |
| 18    | Dan Clarke         | HVM Racing          | 6    | 1.25,942 |